# Günther von Kirchbach

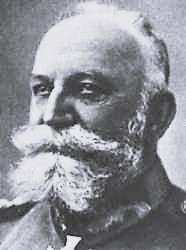
Günther Graf von Kirchbach

Günther Emanuel von Kirchbach, kể từ năm 1880 là Graf von Kirchbach (Bá tước von Kirchbach) (9 tháng 8 năm 1850 tại Erfurt – 6 tháng 11 năm 1925 tại Bad Blankenburg) là một sĩ quan quân đội Phổ, được phong đến cấp Thượng tướng trong cuộc Chiến tranh thế giới thứ nhất. Từng tham chiến trong Chiến tranh Pháp-Đức được bổ nhiệm làm Tư lệnh Cụm tập đoàn quân "Kiev" trong giai đoạn cuối của cuộc thế chiến.

## Tiểu sử
Günther là con trai của Thượng tướng bộ binh Phổ Hugo von Kirchbach (1809 – 1887), người mà vào ngày 3 tháng 2 năm 1880 đã được phong Bá tước tại kinh thành Berlin, với quyền thừa hưởng thuộc về con trai trưởng của ông. Vì vậy, từ năm 1880 Günther von Kirchbach cũng mang hàm Bá tước..
Vào ngày 7 tháng 4 năm 1868, Kirchbach gia nhập Trung đoàn Bắn súng hỏa mai Cận vệ với quân hàm Thiếu úy, và tham chiến trong cuộc Chiến tranh Pháp-Đức (1870 – 1871). Từ ngày 17 tháng 10 năm 1899 cho đến ngày 17 tháng 5 năm 1901, ông là Thiếu tướng chỉ huy Lữ đoàn Bộ binh số 71 tại Danzig, sau đó, ông được thăng cấp Trung tướng chỉ huy Sư đoàn số 17 và cuối cùng, ông được lên quân hàm Thượng tướng kỵ binh vào ngày 11 tháng 9 năm 1807. Từ năm 1908 cho đến năm 1911, ông giữ chức Tướng tư lệnh của Quân đoàn V. Chức vụ cuối cùng của ông trong nền hòa bình trước Chiến tranh thế giới thứ nhất là Chủ tịch Tòa án Quân sự Đế chế. Ngoài ra, ông cũng là à la suite của Trung đoàn Bộ binh "Bá tước Kirchbach" (Hạ Schliesen 1) số 46.
Khi cuộc Chiến tranh thế giới thứ nhất bùng nổ, Kirchbach được bổ nhiệm làm Tướng tư lệnh của Quân đoàn Trừ bị X, thuộc biên chế của Tập đoàn quân số 2 dưới quyền Thượng tướng Bülow, tham chiến trên Mặt trận phía Tây. Ở Pháp, ông bị thương trong trận St. Quentin và phải nhập viện trong một thời gian ngắn. Ông được thay thế bởi tướng Johannes von Eben và vào ngày 7 tháng 9 năm 1914 ông trở lại nhậm chức Chủ tịch Tòa án Quân sự Đế chế. Ông giữ chức vụ này cho đến khi được lãnh chức Tướng tư lệnh của Quân đoàn Dân binh vào ngày 23 tháng 9 năm 1916. Cùng năm, được giao quyền chỉ huy (Führung) Cụm tập đoàn quân Woyrsch vào ngày 13 tháng 11 năm 1916. Tiếp theo đó, vào ngày 22 tháng 4 năm 1917, Kirchbach được ủy nhiệm làm Tư lệnh của Phân bộ quân D. Người kế niệm ông chỉ huy Phân bộ quân D là viên thượng tướng Sachsen Hans von Kirchbach. Vào ngày 12 tháng 12 năm 1917, ông được bổ nhiệm làm Tư lệnh của Tập đoàn quân số 8. Đến ngày 8 tháng 8 năm 1918, sau khi Thống chế Hermann von Eichhorn bị ám sát tại Ukraina, ông được bổ nhiệm làm Tư lệnh của Cụm tập đoàn quân "Kiev" và giữ chức vụ này cho tới ngày 5 tháng 2 năm 1919. Sau đó, ông giải ngũ.
Từ năm 1873 cho đến năm 1912, tướng Kirchbach đã viết ấn bản thứ nhất của cuốn sách lịch sử gia đình ông Das Geschlecht derer von Kirchbach (Ẩn bản thứ nhất: Charlottenburg 1912). Ấn bản thứ hai của cuốn sách đã được hoàn tất bởi con trai của ông là Hans Hugo Graf von Kirchbach (1887 – 1972) (Das Geschlecht Kirchbach 1490–1939, C. A. Starke Verlag, Görlitz 1939).

## Gia đình
Vào ngày 16 tháng 6 năm 1883, tại Gut Sproitz (Landkreis Görlitz), ông thành hôn với Adda Freiin von Liliencron (24 tháng 9 năm 1865 tại Potsdam – 2 tháng 5 năm 1951 tại Bad Blankenburg), con gái của viên thị thần và trưởng quan kỵ binh vương quốc Phổ Carl Freiherr von Liliencron, điền chủ của Sproitz, và bà Adda Freiin von Wrangel.

## Phong tặng
- Huân chương Đại bàng Đen vào ngày 27 tháng 1 năm 1917
- Huân chương Quân công vào ngày 27 tháng 8 năm 1917

## Lưu ý
Chú ý đến tên gọi của ông: Graf là một tước hiệu, tương đương với Bá tước, chứ không phải là một tên riêng hoặc tên lót. Trước năm 1919, tước hiệu nằm ở phía trước tên riêng. Tước hiệu cũ của những người còn sống sau năm 1919 là thành phần thuộc tên họ, do đó nằm phía sau tên thánh và không thể được dịch. Tước vị tương đương với Nữ Bá tước là Gräfin.